# Kirsana
Kirsana (arab. كرسانا) – miasto w Syrii, w muhafazie Latakia. W 2004 roku liczyło 5499 mieszkańców.